# اسکای ادواردز
اسکای ادواردز (انگلیسی: Skye Edwards؛ زادهٔ ۲۷ مهٔ ۱۹۷۲) یک خواننده و ترانه‌سرا اهل بریتانیا است.